# Farmington (hrabstwo Washington)
Farmington – miasto w Stanach Zjednoczonych, w stanie Wisconsin, w hrabstwie Washington.